# Olimpiai érmesek listája rövidpályás gyorskorcsolyában
Ez a lap az olimpiai érmesek listája rövidpályás gyorskorcsolyában 1992-től 2022-ig.

## Összesített éremtáblázat
(A táblázatokban Magyarország és a rendező nemzet sportolói eltérő háttérszínnel, az egyes számoszlopok legmagasabb értéke vagy értékei vastagítással kiemelve.)
| A téli olimpiai játékok összesített éremtáblázata rövidpályás gyorskorcsolyában | A téli olimpiai játékok összesített éremtáblázata rövidpályás gyorskorcsolyában | A téli olimpiai játékok összesített éremtáblázata rövidpályás gyorskorcsolyában | A téli olimpiai játékok összesített éremtáblázata rövidpályás gyorskorcsolyában | A téli olimpiai játékok összesített éremtáblázata rövidpályás gyorskorcsolyában | Olimpia  |
| ------------------------------------------------------------------------------- | ------------------------------------------------------------------------------- | ------------------------------------------------------------------------------- | ------------------------------------------------------------------------------- | ------------------------------------------------------------------------------- | -------- |
|                                                                                 | Ország                                                                          | Arany                                                                           | Ezüst                                                                           | Bronz                                                                           | Összesen |
| 1.                                                                              | Dél-Korea (KOR)                                                                 | 26                                                                              | 16                                                                              | 11                                                                              | 53       |
| 2.                                                                              | Kína (CHN)                                                                      | 12                                                                              | 16                                                                              | 9                                                                               | 37       |
| 3.                                                                              | Kanada (CAN)                                                                    | 10                                                                              | 13                                                                              | 14                                                                              | 37       |
| 4.                                                                              | Egyesült Államok (USA)                                                          | 4                                                                               | 7                                                                               | 9                                                                               | 19       |
| 5.                                                                              | Olaszország (ITA)                                                               | 3                                                                               | 6                                                                               | 6                                                                               | 15       |
| 6.                                                                              | Hollandia (NED)                                                                 | 3                                                                               | 3                                                                               | 3                                                                               | 9        |
| 7.                                                                              | Oroszország (RUS)                                                               | 3                                                                               | 1                                                                               | 1                                                                               | 5        |
| 8.                                                                              | Magyarország (HUN)                                                              | 2                                                                               | 0                                                                               | 2                                                                               | 4        |
| 9.                                                                              | Japán (JPN)                                                                     | 1                                                                               | 0                                                                               | 2                                                                               | 3        |
| 10.                                                                             | Ausztrália (AUS)                                                                | 1                                                                               | 0                                                                               | 1                                                                               | 2        |
|                                                                                 |                                                                                 |                                                                                 |                                                                                 |                                                                                 |          |
| 11.                                                                             | Bulgária (BUL)                                                                  | 0                                                                               | 2                                                                               | 1                                                                               | 3        |
| 12.                                                                             | Kínai Köztársaság (ROC)                                                         | 0                                                                               | 1                                                                               | 1                                                                               | 2        |
|                                                                                 |                                                                                 |                                                                                 |                                                                                 |                                                                                 |          |
| 13.                                                                             | Belgium (BEL)                                                                   | 0                                                                               | 0                                                                               | 1                                                                               | 1        |
| 13.                                                                             | Egyesített Csapat (EUN)                                                         | 0                                                                               | 0                                                                               | 1                                                                               | 1        |
| 13.                                                                             | Észak-Korea (PRK)                                                               | 0                                                                               | 0                                                                               | 1                                                                               | 1        |
| 13.                                                                             | Nagy-Britannia (GBR)                                                            | 0                                                                               | 0                                                                               | 1                                                                               | 1        |
| 13.                                                                             | Olimpikonok Oroszországból (OAR)                                                | 0                                                                               | 0                                                                               | 1                                                                               | 1        |
|                                                                                 |                                                                                 |                                                                                 |                                                                                 |                                                                                 |          |
| Összesen                                                                        | Összesen                                                                        | 65                                                                              | 65                                                                              | 65                                                                              | 195      |

## Férfiak

### 500 méter
| Olimpia              | Arany                                     | Ezüst                                                               | Bronz                                  |
| 1994, Lillehammer    | Cshe Csihun · Dél-Korea (KOR)             | Mirko Vuillermin · Olaszország (ITA)                                | Nicky Gooch · Nagy-Britannia (GBR)     |
| 1998, Nagano         | Nisitani Takafumi · Japán (JPN)           | An Yulong · Kína (CHN)                                              | Uemacu Hitosi · Japán (JPN)            |
| 2002, Salt Lake City | Marc Gagnon · Kanada (CAN)                | Jonathan Guilmette · Kanada (CAN)                                   | Rusty Smith · Egyesült Államok (USA)   |
| 2006, Torino         | Apolo Anton Ohno · Egyesült Államok (USA) | François-Louis Tremblay · Kanada (CAN)                              | An Hjonszu · Dél-Korea (KOR)           |
| 2010, Vancouver      | Charles Hamelin · Kanada (CAN)            | Szong Szibek · Dél-Korea (KOR)                                      | François-Louis Tremblay · Kanada (CAN) |
| 2014, Szocsi         | Viktor An · Oroszország (RUS)             | Wu Dajing · Kína (CHN)                                              | Charle Cournoyer · Kanada (CAN)        |
| 2018, Phjongcshang   | Wu Dajing · Kína (CHN)                    | Hwang Dae-heon · Dél-Korea (KOR)                                    | Lim Hyo-jun · Dél-Korea (KOR)          |
| 2022, Peking         | Liu Shaoang · Magyarország (HUN)          | Konsztantyin Ivlijev · Az Orosz Olimpiai Bizottság versenyzői (ROC) | Steven Dubois · Kanada (CAN)           |

### 1000 méter
| Olimpia              | Arany                                | Ezüst                                       | Bronz                                     |
| 1992, Albertville    | Kim Kihun · Dél-Korea (KOR)          | Frédéric Blackburn · Kanada (CAN)           | I Csunho · Dél-Korea (KOR)                |
| 1994, Lillehammer    | Kim Kihun · Dél-Korea (KOR)          | Cshe Csihun · Dél-Korea (KOR)               | Marc Gagnon · Kanada (CAN)                |
| 1998, Nagano         | Kim Tongszong · Dél-Korea (KOR)      | Li Csia-csün (Li Jiajun) · Kína (CHN)       | Éric Bédard · Kanada (CAN)                |
| 2002, Salt Lake City | Steven Bradbury · Ausztrália (AUS)   | Apolo Anton Ohno · Egyesült Államok (USA)   | Mathieu Turcotte · Kanada (CAN)           |
| 2006, Torino         | An Hjonszu · Dél-Korea (KOR)         | I Hoszok · Dél-Korea (KOR)                  | Apolo Anton Ohno · Egyesült Államok (USA) |
| 2010, Vancouver      | I Csongszu · Dél-Korea (KOR)         | I Hoszok · Dél-Korea (KOR)                  | Apolo Anton Ohno · Egyesült Államok (USA) |
| 2014, Szocsi         | Viktor Ahn · Oroszország (RUS)       | Vladimir Grigorev · Oroszország (RUS)       | Sjinkie Knegt · Hollandia (NED)           |
| 2018, Phjongcshang   | Samuel Girard · Kanada (CAN)         | John-Henry Krueger · Egyesült Államok (USA) | Seo Yi-ra · Dél-Korea (KOR)               |
| 2022, Peking         | Zsen Ce-vej (Ren Ziwei) · Kína (CHN) | Li Ven-lung (Li Wenlong) · Kína (CHN)       | Liu Shaoang · Magyarország (HUN)          |

### 1500 méter
| Olimpia              | Arany                                          | Ezüst                                     | Bronz                                                               |
| 2002, Salt Lake City | Apolo Anton Ohno · Egyesült Államok (USA)      | Li Csia-csün (Li Jiajun) · Kína (CHN)     | Marc Gagnon · Kanada (CAN)                                          |
| 2006, Torino         | An Hjonszu · Dél-Korea (KOR)                   | I Hoszok · Dél-Korea (KOR)                | Li Csia-csün (Li Jiajun) · Kína (CHN)                               |
| 2010, Vancouver      | I Csongszu · Dél-Korea (KOR)                   | Apolo Anton Ohno · Egyesült Államok (USA) | J. R. Celski · Egyesült Államok (USA)                               |
| 2014, Szocsi         | Charles Hamelin · Kanada (CAN)                 | Han Tianyu · Kína (CHN)                   | Viktor Ahn · Oroszország (RUS)                                      |
| 2018, Phjongcshang   | Lim Hyojun · Dél-Korea (KOR)                   | Sjinkie Knegt · Hollandia (NED)           | Szemjon Jelisztratov · Olimpikonok Oroszországból (OAR)             |
| 2022, Peking         | Hvang Dehon (Hwang Dae-heon) · Dél-Korea (KOR) | Steven Dubois · Kanada (CAN)              | Szemjon Jelisztratov · Az Orosz Olimpiai Bizottság versenyzői (ROC) |

### 5000 méter váltó
| Olimpia              | Arany | Ezüst | Bronz                                                                                                |
| 1992, Albertville    | Dél-Korea (KOR) · Kim Kihun · I Csunho · Szong Csegun · Mo Csiszu                                               | Kanada (CAN) · Frédéric Blackburn · Laurent Daignault · Michel Daignault · Sylvain Gagnon · Mark Lackie                               | Japán (JPN) · Akaszaka Júicsi · Isihara Tacujosi · Kavai Tosinobu · Kavaszaki Cutomu                 |
| 1994, Lillehammer    | Olaszország (ITA) · Maurizio Carnino · Orazio Fagone · Hugo Herrnhof · Mirko Vuillermin                         | Egyesült Államok (USA) · Randy Bartz · John Coyle · Eric Flaim · Andy Gabel                                                           | Ausztrália (AUS) · Steven Bradbury · Kieran Hansen · Andrew Murtha · Richard Nizielski               |
| 1998, Nagano         | Kanada (CAN) · Éric Bédard · Derrick Campbell · François Drolet · Marc Gagnon                                   | Dél-Korea (KOR) · Cshe Csihun · Kim Tongszong · I Csunhvan · I Houng                                                                  | Kína (CHN) · Li Csia-csün (Li Jiajun) · Feng Kai · Yuan Ye · An Yulong                               |
| 2002, Salt Lake City | Kanada (CAN) · Éric Bédard · Marc Gagnon · Jonathan Guilmette · François-Louis Tremblay · Mathieu Turcotte      | Olaszország (ITA) · Michele Antonioli · Maurizio Carnino · Fabio Carta · Nicola Franceschina · Nicola Rodigari                        | Kína (CHN) · An Yulong · Feng Kai · Guo Wei · Li Csia-csün (Li Jiajun) · Li Je (Li Ye)               |
| 2006, Torino         | Dél-Korea (KOR) · An Hjonszu · I Hoszok · Szo Hodzsin · Szong Szogu · O Szedzsong                               | Kanada (CAN) · Éric Bédard · Jonathan Guilmette · Charles Hamelin · François-Louis Tremblay · Mathieu Turcotte                        | Egyesült Államok (USA) · Alex Izykowski · J. P. Kepka · Apolo Anton Ohno · Rusty Smith               |
| 2010, Vancouver      | Kanada (CAN) · Charles Hamelin · François Hamelin · Olivier Jean · François-Louis Tremblay · Guillaume Bastille | Dél-Korea (KOR) · Kvak Jungi · I Hoszok · I Csongszu · Szong Szibek · Kim Szongil                                                     | Egyesült Államok (USA) · J. R. Celski · Travis Jayner · Jordan Malone · Apolo Anton Ohno · Simon Cho |
| 2014, Szocsi         | Oroszország (RUS) · Viktor An · Szemjon Jelisztratov · Vlagyimir Grigorjev · Ruslan Zaharov                     | Egyesült Államok (USA) · Eduardo Alvarez · J. R. Celski · Christopher Creveling · Jordan Malone                                       | Kína (CHN) · Dequan Chen · Han Tianyu · Shi Jingnan · Dajing Wu                                      |
| 2018, Phjongcshang   | Magyarország (HUN) · Liu Shaoang · Liu Shaolin Sándor · Knoch Viktor · Burján Csaba                             | Kína (CHN) · Wu Dajing · Han Tianyu · Xu Hongzhi · Chen Dequan · Ren Ziwei                                                            | Kanada (CAN) · Samuel Girard · Charles Hamelin · Charle Cournoyer · Pascal Dion                      |
| 2022, Peking         | Kanada (CAN) · Charles Hamelin · Steven Dubois · Jordan Pierre-Gilles · Pascal Dion                             | Dél-Korea (KOR) · I Dzsunszo (Lee Jun-seo) · Hvang Dehon (Hwang Dae-heon) · Kvak Jungi (Kwak Yungi) · Pak Csanghjok (Park Jang-hyeok) | Olaszország (ITA) · Pietro Sighel · Yuri Confortola · Tommaso Dotti · Andrea Cassinelli              |

### Férfi éremtáblázat
| A téli olimpiai játékok éremtáblázata férfi rövidpályás gyorskorcsolyában | A téli olimpiai játékok éremtáblázata férfi rövidpályás gyorskorcsolyában | A téli olimpiai játékok éremtáblázata férfi rövidpályás gyorskorcsolyában | A téli olimpiai játékok éremtáblázata férfi rövidpályás gyorskorcsolyában | A téli olimpiai játékok éremtáblázata férfi rövidpályás gyorskorcsolyában | Olimpia  |
| ------------------------------------------------------------------------- | ------------------------------------------------------------------------- | ------------------------------------------------------------------------- | ------------------------------------------------------------------------- | ------------------------------------------------------------------------- | -------- |
|                                                                           | Ország                                                                    | Arany                                                                     | Ezüst                                                                     | Bronz                                                                     | Összesen |
| 1.                                                                        | Dél-Korea (KOR)                                                           | 12                                                                        | 9                                                                         | 4                                                                         | 25       |
| 2.                                                                        | Kanada (CAN)                                                              | 8                                                                         | 6                                                                         | 8                                                                         | 22       |
| 3.                                                                        | Oroszország (RUS)                                                         | 3                                                                         | 1                                                                         | 1                                                                         | 5        |
| 4.                                                                        | Egyesült Államok (USA)                                                    | 2                                                                         | 5                                                                         | 6                                                                         | 13       |
| 5.                                                                        | Olaszország (ITA)                                                         | 1                                                                         | 2                                                                         | 1                                                                         | 4        |
| 6.                                                                        | Kína (CHN)                                                                | 2                                                                         | 7                                                                         | 4                                                                         | 13       |
| 7.                                                                        | Magyarország (HUN)                                                        | 2                                                                         | 0                                                                         | 1                                                                         | 3        |
| 8.                                                                        | Japán (JPN)                                                               | 1                                                                         | 0                                                                         | 2                                                                         | 3        |
| 9.                                                                        | Ausztrália (AUS)                                                          | 1                                                                         | 0                                                                         | 1                                                                         | 2        |
|                                                                           |                                                                           |                                                                           |                                                                           |                                                                           |          |
| 10.                                                                       | Hollandia (NED)                                                           | 0                                                                         | 1                                                                         | 1                                                                         | 2        |
| 10.                                                                       | Kínai Köztársaság (ROC)                                                   | 0                                                                         | 1                                                                         | 1                                                                         | 2        |
|                                                                           |                                                                           |                                                                           |                                                                           |                                                                           |          |
| 12.                                                                       | Nagy-Britannia (GBR)                                                      | 0                                                                         | 0                                                                         | 1                                                                         | 1        |
| 12.                                                                       | Olimpikonok Oroszországból (OAR)                                          | 0                                                                         | 0                                                                         | 1                                                                         | 1        |
|                                                                           |                                                                           |                                                                           |                                                                           |                                                                           |          |
| Összesen                                                                  | Összesen                                                                  | 32                                                                        | 32                                                                        | 32                                                                        | 96       |

## Nők

### 500 méter
| Olimpia              | Arany                                      | Ezüst                                      | Bronz                                 |
| 1992, Albertville    | Cathy Turner · Egyesült Államok (USA)      | Li Jen (Li Yan) · Kína (CHN)               | Hvang Okszil · Észak-Korea (PRK)      |
| 1994, Lillehammer    | Cathy Turner · Egyesült Államok (USA)      | Zhang Yanmei · Kína (CHN)                  | Amy Peterson · Egyesült Államok (USA) |
| 1998, Nagano         | Annie Perreault · Kanada (CAN)             | Jang Jang (S) (Yang Yang (S)) · Kína (CHN) | Cson Ikjong · Dél-Korea (KOR)         |
| 2002, Salt Lake City | Jang Jang (A) (Yang Yang (A)) · Kína (CHN) | Evgenija Radanova · Bulgária (BUL)         | Wang Chunlu · Kína (CHN)              |
| 2006, Torino         | Vang Meng (Wang Meng) · Kína (CHN)         | Evgenija Radanova · Bulgária (BUL)         | Anouk Leblanc-Boucher · Kanada (CAN)  |
| 2010, Vancouver      | Vang Meng (Wang Meng) · Kína (CHN)         | Marianne St-Gelais · Kanada (CAN)          | Arianna Fontana · Olaszország (ITA)   |
| 2014, Szocsi         | Li Jianrou · Kína (CHN)                    | Arianna Fontana · Olaszország (ITA)        | Pak Szunghi · Dél-Korea (KOR)         |
| 2018, Phjongcshang   | Arianna Fontana · Olaszország (ITA)        | Yara van Kerkhof · Hollandia (NED)         | Kim Boutin · Kanada (CAN)             |
| 2022, Peking         | Arianna Fontana · Olaszország (ITA)        | Suzanne Schulting · Hollandia (NED)        | Kim Boutin · Kanada (CAN)             |

### 1000 méter
| Olimpia              | Arany                                      | Ezüst                                             | Bronz                                      |
| 1994, Lillehammer    | Cson Igjong · Dél-Korea (KOR)              | Nathalie Lambert · Kanada (CAN)                   | Kim Szohi · Dél-Korea (KOR)                |
| 1998, Nagano         | Cson Igjong · Dél-Korea (KOR)              | Jang Jang (S) (Yang Yang (S)) · Kína (CHN)        | Von Hjekjong · Dél-Korea (KOR)             |
| 2002, Salt Lake City | Jang Jang (A) (Yang Yang (A)) · Kína (CHN) | Ko Gihjon · Dél-Korea (KOR)                       | Jang Jang (S) (Yang Yang (S)) · Kína (CHN) |
| 2006, Torino         | Csin Szonju · Dél-Korea (KOR)              | Vang Meng (Wang Meng) · Kína (CHN)                | Jang Jang (A) (Yang Yang (A)) · Kína (CHN) |
| 2010, Vancouver      | Vang Meng (Wang Meng) · Kína (CHN)         | Katherine Reutter · Egyesült Államok (USA)        | Pak Szunghi · Dél-Korea (KOR)              |
| 2014, Szocsi         | Pak Szunghi · Dél-Korea (KOR)              | Kexin Fan · Kína (CHN)                            | Sim Szokhi · Dél-Korea (KOR)               |
| 2018, Phjongcshang   | Suzanne Schulting · Hollandia (NED)        | Kim Boutin · Kanada (CAN)                         | Arianna Fontana · Olaszország (ITA)        |
| 2022, Peking         | Suzanne Schulting · Hollandia (NED)        | Cshö Mindzsong (Choi Min-jeong) · Dél-Korea (KOR) | Hanne Desmet · Belgium (BEL)               |

### 1500 méter
| Olimpia              | Arany                                             | Ezüst                               | Bronz                               |
| 2002, Salt Lake City | Ko Gihjon · Dél-Korea (KOR)                       | Cshö Ungjong · Dél-Korea (KOR)      | Evgenija Radanova · Bulgária (BUL)  |
| 2006, Torino         | Csin Szonju · Dél-Korea (KOR)                     | Cshö Ungjong · Dél-Korea (KOR)      | Vang Meng (Wang Meng) · Kína (CHN)  |
| 2010, Vancouver      | Csou Jang (Zhou Yang) · Kína (CHN)                | I Unbjol · Dél-Korea (KOR)          | Pak Szunghi · Dél-Korea (KOR)       |
| 2014, Szocsi         | Csou Jang · Kína (CHN)                            | Sim Szokhi · Dél-Korea (KOR)        | Arianna Fontana · Olaszország (ITA) |
| 2018, Phjongcshang   | Cshö Mindzsong (Choi Min-jeong) · Dél-Korea (KOR) | Li Jinyu · Kína (CHN)               | Kim Boutin · Kanada (CAN)           |
| 2022, Peking         | Cshö Mindzsong (Choi Min-jeong) · Dél-Korea (KOR) | Arianna Fontana · Olaszország (ITA) | Suzanne Schulting · Hollandia (NED) |

### 3000 méter váltó
| Olimpia              | Arany | Ezüst | Bronz |
| 1992, Albertville    | Kanada (CAN) · Angela Cutrone · Sylvie Daigle · Nathalie Lambert · Annie Perreault                             | Egyesült Államok (USA) · Darcie Dohnal · Amy Peterson · Cathy Turner · Nikki Ziegelmeyer                      | Egyesített Csapat (EUN) · Julija Allagulova · Natalja Iszakova · Viktorija Troickaja · Julija Vlaszova                    |
| 1994, Lillehammer    | Dél-Korea (KOR) · Cson Igjong · Kim Szohi · Kim Junmi · Von Hjekjong                                           | Kanada (CAN) · Christine Boudrias · Isabelle Charest · Sylvie Daigle · Nathalie Lambert                       | Egyesült Államok (USA) · Karen Cashman · Amy Peterson · Cathy Turner · Nikki Ziegelmeyer                                  |
| 1998, Nagano         | Dél-Korea (KOR) · An Szangmi · Cson Igjong · Kim Junmi · Von Hjegjong                                          | Kína (CHN) · Jang Jang (A) (Yang Yang (A)) · Jang Jang (S) (Yang Yang (S)) · Wang Chunlu · Sun Dandan         | Kanada (CAN) · Christine Boudrias · Isabelle Charest · Annie Perreault · Tania Vicent                                     |
| 2002, Salt Lake City | Dél-Korea (KOR) · Cshö Ungjong · Cshö Mingjong · Csu Mindzsin · Pak Hjevon                                     | Kína (CHN) · Sun Dandan · Wang Chunlu · Jang Jang (A) (Yang Yang (A)) · Jang Jang (S) (Yang Yang (S))         | Kanada (CAN) · Isabelle Charest · Marie-Ève Drolet · Amélie Goulet-Nadon · Alanna Kraus · Tania Vicent                    |
| 2006, Torino         | Dél-Korea (KOR) · Pjon Cshonsza · Cshö Ungjong · Cson Dahje · Csin Szonju · Kang Junmi                         | Kanada (CAN) · Alanna Kraus · Anouk Leblanc-Boucher · Amanda Overland · Kalyna Roberge · Tania Vicent         | Olaszország (ITA) · Marta Capurso · Arianna Fontana · Katia Zini · Mara Zini                                              |
| 2010, Vancouver      | Kína (CHN) · Szun Lin-lin (Sun Linlin) · Vang Meng (Wang Meng) · Csang Huj (Zhang Hui) · Csou Jang (Zhou Yang) | Kanada (CAN) · Jessica Gregg · Kalyna Roberge · Marianne St-Gelais · Tania Vicent                             | Egyesült Államok (USA) · Allison Baver · Alyson Dudek · Lana Gehring · Katherine Reutter · Kimberly Derrick               |
| 2014, Szocsi         | Dél-Korea (KOR) · Cso Hari · Kim Arang · Pak Szunghi · Sim Szokhi                                              | Kanada (CAN) · Marie-Ève Drolet · Jessica Hewitt · Valérie Maltais · Marianne St-Gelais                       | Olaszország (ITA) · Arianna Fontana · Lucia Peretti · Martina Valcepina · Elena Viviani                                   |
| 2018, Phjongcshang   | Dél-Korea (KOR) · Shim Suk-hee · Choi Min-jeong · Kim Ye-jin · Kim A-lang                                      | Olaszország (ITA) · Arianna Fontana · Lucia Peretti · Cecilia Maffei · Martina Valcepina                      | Hollandia (NED) · Suzanne Schulting · Yara van Kerkhof · Lara van Ruijven · Jorien ter Mors                               |
| 2022, Peking         | Hollandia (NED) · Suzanne Schulting · Selma Poutsma · Xandra Velzeboer · Yara van Kerkhof                      | Dél-Korea (KOR) · Szo Ümin (Seo Whi-min) · Cshö Mindzsong (Choi Min-jeong) · Kim Arang · I Jubin (Lee Yu-bin) | Kína (CHN) · Csü Csun-jü (Qu Chunyu) · Han Jü-tung (Han Yutong) · Fan Ko-hszin (Fan Kexin) · Csang Jü-ting (Zhang Yuting) |

### Női éremtáblázat
| A téli olimpiai játékok éremtáblázata női rövidpályás gyorskorcsolyában | A téli olimpiai játékok éremtáblázata női rövidpályás gyorskorcsolyában | A téli olimpiai játékok éremtáblázata női rövidpályás gyorskorcsolyában | A téli olimpiai játékok éremtáblázata női rövidpályás gyorskorcsolyában | A téli olimpiai játékok éremtáblázata női rövidpályás gyorskorcsolyában | Olimpia  |
| ----------------------------------------------------------------------- | ----------------------------------------------------------------------- | ----------------------------------------------------------------------- | ----------------------------------------------------------------------- | ----------------------------------------------------------------------- | -------- |
|                                                                         | Ország                                                                  | Arany                                                                   | Ezüst                                                                   | Bronz                                                                   | Összesen |
| 1.                                                                      | Dél-Korea (KOR)                                                         | 14                                                                      | 7                                                                       | 7                                                                       | 28       |
| 2.                                                                      | Kína (CHN)                                                              | 9                                                                       | 9                                                                       | 5                                                                       | 23       |
| 3.                                                                      | Kanada (CAN)                                                            | 2                                                                       | 7                                                                       | 6                                                                       | 15       |
| 4.                                                                      | Hollandia (NED)                                                         | 3                                                                       | 2                                                                       | 2                                                                       | 7        |
| 5.                                                                      | Olaszország (ITA)                                                       | 2                                                                       | 3                                                                       | 5                                                                       | 10       |
| 6.                                                                      | Egyesült Államok (USA)                                                  | 2                                                                       | 2                                                                       | 3                                                                       | 7        |
|                                                                         |                                                                         |                                                                         |                                                                         |                                                                         |          |
| 7.                                                                      | Bulgária (BUL)                                                          | 0                                                                       | 2                                                                       | 1                                                                       | 3        |
|                                                                         |                                                                         |                                                                         |                                                                         |                                                                         |          |
| 8.                                                                      | Belgium (BEL)                                                           | 0                                                                       | 0                                                                       | 1                                                                       | 1        |
| 8.                                                                      | Egyesített Csapat (EUN)                                                 | 0                                                                       | 0                                                                       | 1                                                                       | 1        |
| 8.                                                                      | Észak-Korea (PRK)                                                       | 0                                                                       | 0                                                                       | 1                                                                       | 1        |
|                                                                         |                                                                         |                                                                         |                                                                         |                                                                         |          |
| Összesen                                                                | Összesen                                                                | 32                                                                      | 32                                                                      | 32                                                                      | 96       |

## Vegyes

### 2000 méter váltó
| Olimpia      | Arany | Ezüst                                                                                       | Bronz                                                                                  |
| 2022, Peking | Kína (CHN) · Csü Csun-jü (Qu Chunyu) · Fan Ko-hszin (Fan Kexin) · Vu Ta-csing (Wu Dajing) · Zsen Ce-vej (Ren Ziwei) | Olaszország (ITA) · Arianna Fontana · Martina Valcepina · Pietro Sighel · Andrea Cassinelli | Magyarország (HUN) · Jászapáti Petra · Kónya Zsófia · Liu Shaoang · Liu Shaolin Sándor |